# Тіфенбронн
Тіфенбронн (нім. Tiefenbronn) — громада в Німеччині, знаходиться в землі Баден-Вюртемберг. Підпорядковується адміністративному округу Карлсруе. Входить до складу району Енц.
Площа — 14,79 км2. Населення становить 5339 ос. (станом на 31 грудня 2020).